# Helena (Montana)
Pour les articles homonymes, voir Helena.
Helena (en anglais [ˈhɛlɨnə]) est une ville et capitale de l’État du Montana, aux États-Unis. Elle est également le siège du comté de Lewis et Clark. Sa population s’élevait à 32 091 habitants lors du recensement de 2020.
Helena fut d'abord un camp de base créé au début des années 1860 durant la ruée vers l'or du Montana puis sera établie en tant que ville (town) en 1864. Durant deux décennies, un total de plus de 3,6 milliards de dollars issus de l'or circuleront dans la ville, faisant de cette dernière une des plus fortunées des États-Unis à la fin du XIXe siècle. Cette richesse contribua à élaborer la remarquable architecture victorienne de la ville.
Avec ses 32 000 habitants, elle est une des capitales les moins peuplées des États-Unis mais une des six villes les plus peuplées du Montana. C'est la ville principale de l'Helena, Montana micropolitan area, qui s'étend sur les comtés de Lewis et Clark et celui de Jefferson. La population de cette agglomération est de 77 414 habitants, selon le recensement de 2015.
La ville est située dans le centre-ouest de l'état, à une altitude de 1 237 m d'altitude.
Le quotidien local est lIndependent Record. Parmi les clubs de sport de la ville figure les Helena Bighorns, une équipe semi-professionnelle de hockey. L'aéroport Helena Regional Aiport (HLN) dessert la ville.

## Histoire

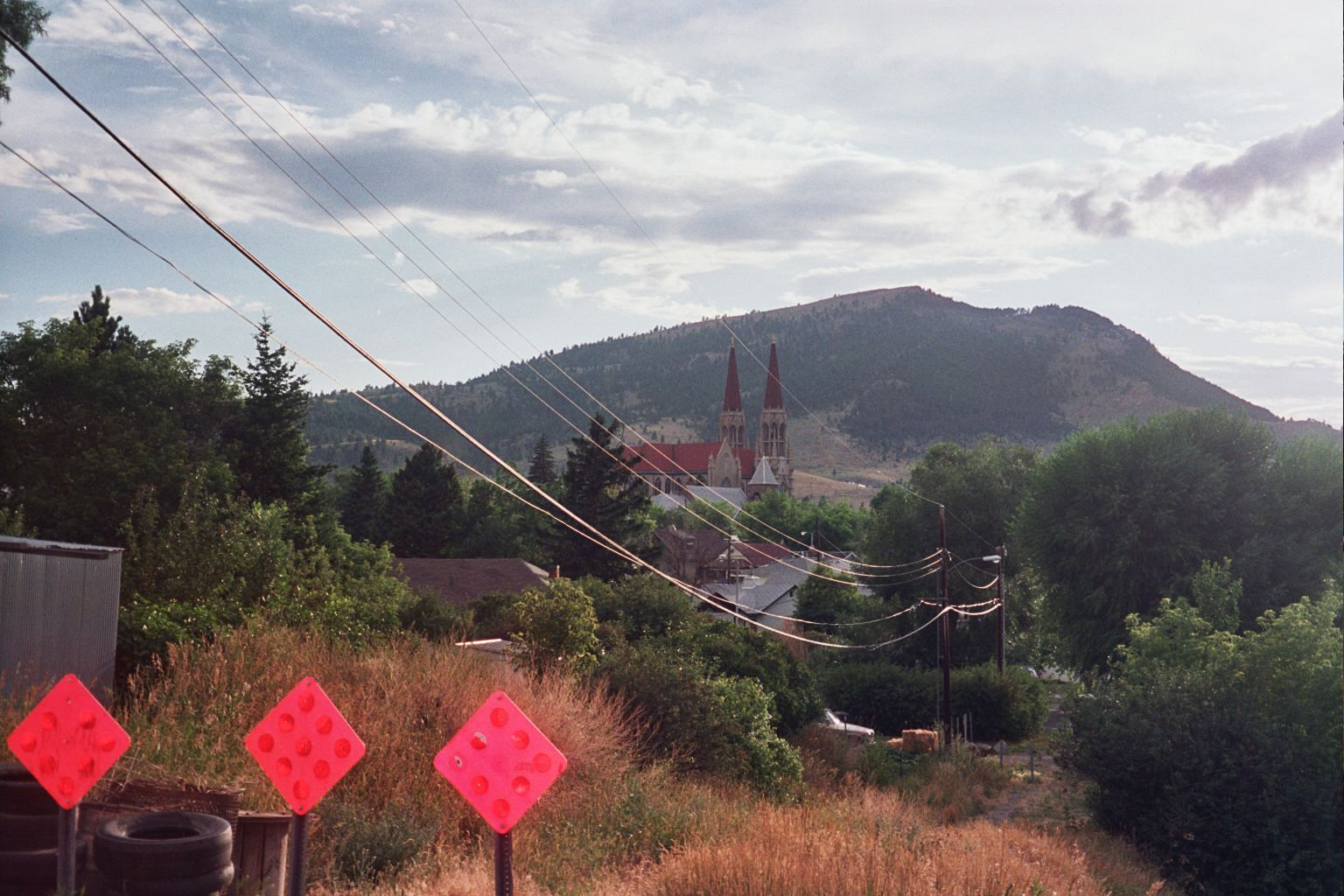
Vue de la cathédrale Sainte-Hélène.

### Pré-colonie

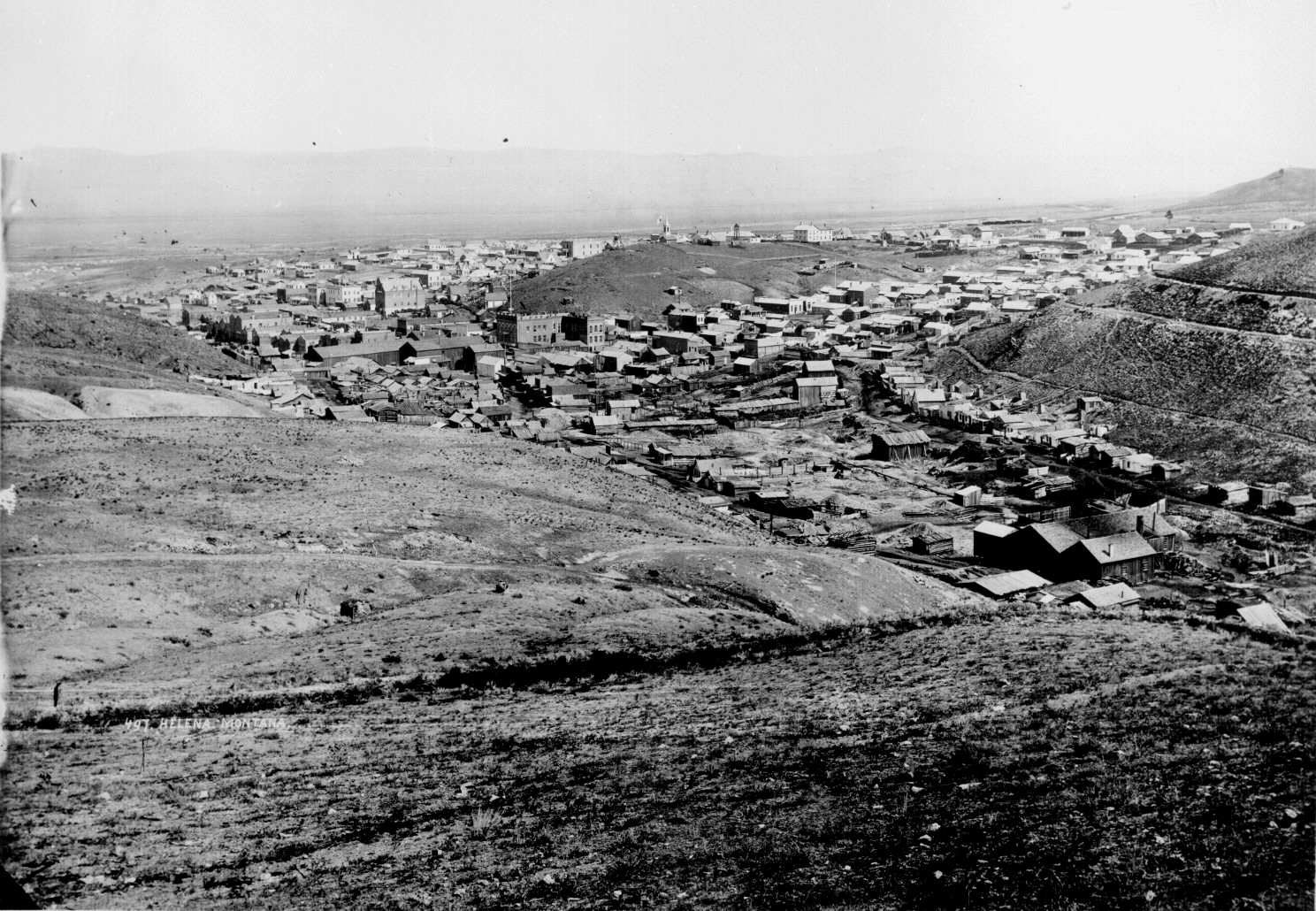
Helena en 1870

Helena, bien avant sa fondation, fut longtemps habitée par de nombreux peuples indigènes. Des indices présents sur les sites de McHaffie et d'Indian Creek, sur les rives opposées aux monts Elkhorn au sud-est de la Helena Valley, démontrent que des peuples s'apparentant à la Tradition Folsom vivaient à Helena il y a plus de 10 000 ans. Avant l'introduction du cheval il y a environ 300 ans mais également ensuite, plusieurs groupes indigènes (dont les Salish et les Blackfeet) revenaient de façon saisonnière à Helena dans le cadre de leur vie nomade.

### Débuts de la colonie et ruée vers l'or
Au début des années 1800, des descendants d'européens venant des États-Unis et du Canada britannique arrivèrent dans la région, prospectant dans les cours d'eau du bassin du Missouri et chassant des animaux à fourrure comme le castor, une quête qui les amena à fréquenter ce qui s'appelle maintenant Helena Valley. Mais comme les indigènes, aucun de ces colons ne resta très longtemps dans le secteur.
L'or, qu'on découvrait de plus en plus dans le Territoire de l'Idaho au début des années 1860, attira de nombreux migrants qui débutèrent des ruées vers l'or de plus en plus importantes à Grasshopper Creek (Bannack) et Alder Gulch (Virgina City), en 1862 et 1863 respectivement. En raison de l'importance grandissante du nombre d'arrivants, le gouvernement fédéral créa, en mai 1864, un nouveau territoire appelé Montana. Les chercheurs d'or creusèrent de plus en plus loin et de plus en plus profondément à la recherche de nouveaux filons. Le 14 juillet 1864, la découverte d'or par un groupe de mineur appelé les Four Georgians dans un ravin de la Prickly Pear Creek mena à l'installation d'un camp le long d'un ruisseau, un endroit qu'ils appelèrent Last Chance Gulch.

Carte panoramique de Helena en 1875.

Le premier nom du camp était Last Chance. À l'automne, sa population dépassait les 200 habitants, et certains pensaient que le nom était trop crasse. Le 30 octobre 1864, un groupe d'au moins sept hommes au pouvoir auto-proclamé voulurent renommer la ville, définirent un plan des rues et élurent des membres de commission. La première proposition fut « Tomah », un mot dont la commission pensait qu'il pouvait avoir un lien avec la population indienne locale. D'autres propositions furent avancées, comme Pumpkinville et Squashtown (en raison d'une réunion se tenant la veille d'Halloween). Une autre solution était de nommer la ville en reprenant le nom de villes du Minnesota, de nombreux migrants venant alors de cet État. Finalement, un Écossais nommé John Summerville proposa Helena, prononcé /həˈliːnə/, en l'honneur du township homonyme dans le comté de Scott, dans le Minnesota. Même si ce nom fut adopté, la prononciation changea depuis 1882 quand la prononciation /ˈhɛlɪnə/ devint dominante. Des légendes apparues plus tard déclarèrent que le nom Helena venait du nom de l'île de Saint-Hélène où Napoléon fut exilé, ou encore que c'était le prénom de la compagne d'un mineur.
Le premier relevé topographique fut effectué par le capitaine John Wood en 1865. Cependant, la majorité des rues suivaient les chemins chaotiques tracés par les mineurs, en fonction des concessions et des mines creusées. Par conséquent, peu de pâtés de maisons sont cohérents en termes de taille, et sont plutôt irréguliers en termes d'ampleur et de formes.
En 1870, Henry D. Washburne, nommé Surveyor General of Montana en 1869, organisa à Helena l'expédition Washburn-Langford-Doane qui traversa les régions appelées à devenir le parc national de Yellowstone. Le Mont Washburn, présent à l'intérieur du parc, fut nommé ainsi en son honneur. L'expédition comportait des habitants d'Helena : Truman C. Everts - ancien expert du Territoire du Montana, Judge Cornelius Hedges - avocat dans ce même territoire, Samuel T. Hauser - président de la First National Bank à Helena, gouverneur du territoire, Warren C. Gillette - marchand, Benjamin C. Stickney Jr. - marchand, Walter Trumbull - fils du sénateur Lyman Trumbull (Illinois), et Nathaniel P. Langford, ancien percepteur du territoire. Langford aida Washburn à organiser l'expédition et ensuite à faire la promotion de la remarquable région de Yellowstone. En 1872, après l'établissement du parc, Langford fut nommé par le Department of Interior comme premier gardien de Yellowstone.

### Enrichissement soudain

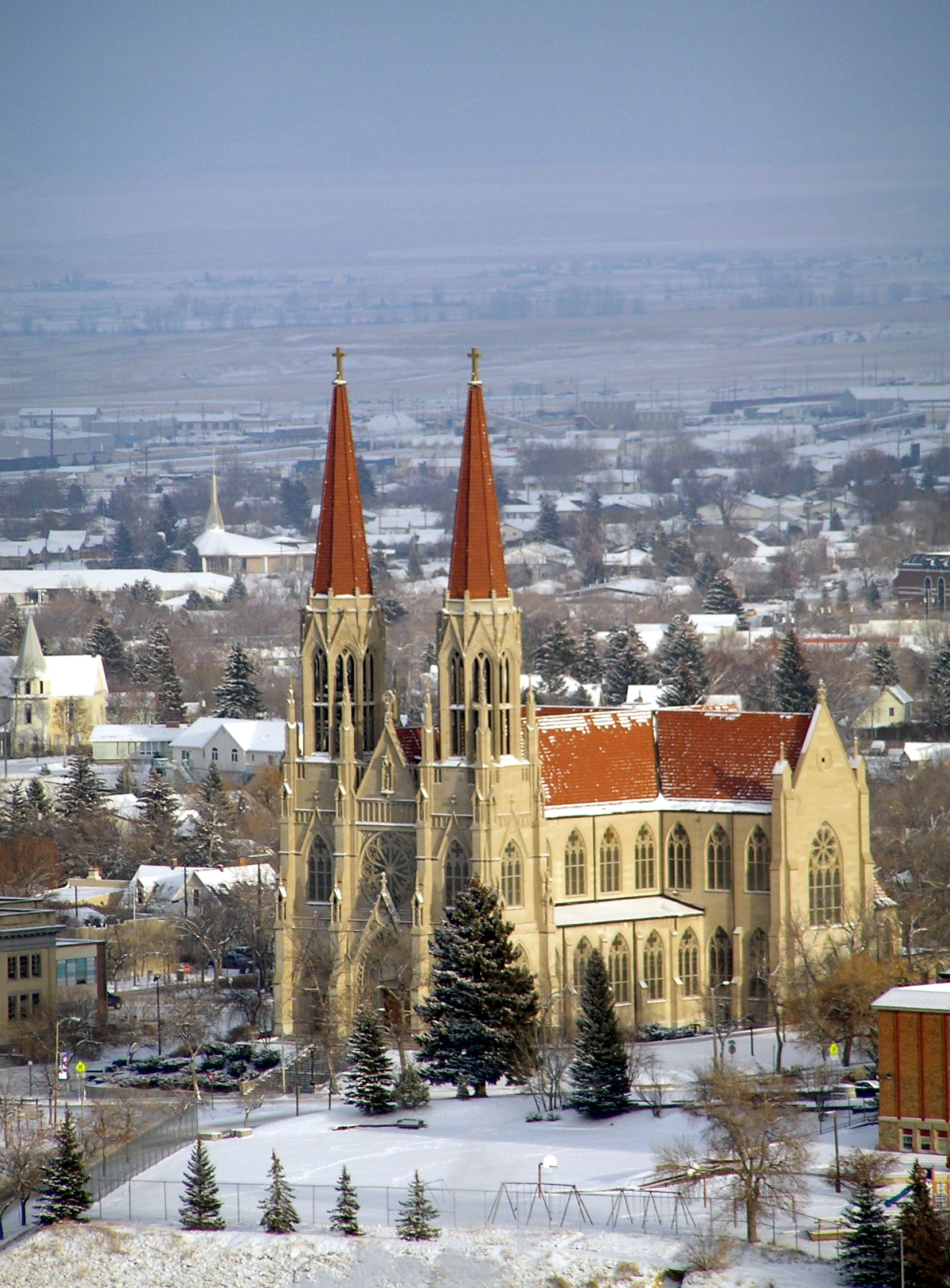
La cathédrale Sainte-Hélène (Montana)

La plus grande production ayant eu lieu avant 1868, en 1888, enrichis grâce à l'or, près de 50 millionnaires vivaient à Helena, plus que dans n'importe quelle ville dans le monde. Près de 3,6 milliards de dollars (dollars actuels) furent extraits de Last Chance Gulch durant deux décennies. Les placers de Last Chance devinrent les plus renommées de l'Ouest américain. La plupart des placers reposent maintenant en dessous des rues et des immeubles d'Helena. (Quand une banque fut réparée en 1970, un filon d'or fut trouvé sous les fondations de cette dernière.)
Cette grande concentration de richesse fut la base qui servit à développer de grandes surfaces résidentielles et des bâtiments aux architectures ambitieuses ; son quartier victorien est le symbole de cet âge d'or. Beaucoup de mineurs encouragèrent également le développement d'un « red light district » (quartier chaud) prospère. Parmi les proxénètes locaux, la plus connue était Josephine « Chicago Joe » Airey, qui bâtit un très florissant business entre 1874 et 1893 et devint une des plus grandes et plus influentes propriétaires d'Helena. Les maisons closes de cette ville furent une partie importante du business local durant le XXe siècle, puis fermèrent boutique en 1973 à la suite de la mort de la dernière proxénète d'Helena, « Big Dorothy » Baker.
L'emblème d'Helena est un dessin du « Guardian of the Gultch », une tour de guet en bois construite en 1886. Elle est, encore aujourd'hui, visible sur Town Hill, surplombant le quartier historique du centre-ville. Cette tour remplaça plusieurs autres postes d'observation, le premier étant une fragile tribune construite en 1870 sur le même site. Elle le fut en réponse à une série de feux dévastateurs ayant ravagé la région : avril 1869, novembre 1869, octobre 1871, août 1872 et janvier 1874, ce dernier s'étant étendu jusqu'au camp de minage. Le 2 août 2016, un incendie criminel endommagea sévèrement la tour, qui fut alors considérée instable. Elle est alors appelée à être détruite mais sera rebâtie selon les méthodes utilisées lors de sa construction initiale.

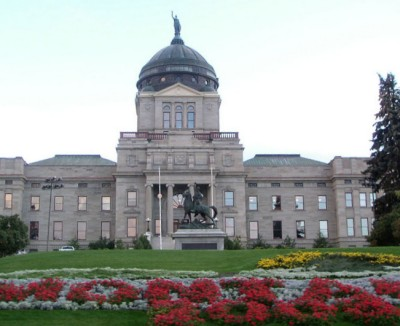
Le Capitole de l'État du Montana.

En 1889, le magnat des chemins de fer Charles Arthur Broadwater ouvrit l'hôtel Broadwater and Natatorium dans l'ouest d'Helena. Le Natatorium accueillit alors la première piscine en intérieur du monde. Endommagée par le tremblement de terre de 1935, elle fut fermée en 1941. La plupart des bâtiments de la propriété furent détruits en 1976. Aujourd'hui, le Broadwater Fitness Center se situe à l'ouest de la position originale du premier complexe, complétée par une piscine d'extérieur chauffée par l'eau de source qui passe en dessous.
Helena est la capitale du Territoire du Montana depuis 1875 et celle de l’État du Montana depuis 1889. En 1902, le Capitole de l'État du Montana est achevé. Une large portion du combat qui opposait Marcus Daly et William Andrews Clark (les Copper Kings), concernait alors la localisation de la capitale d’État. Jusqu'au recensement de 1900, Helena était la ville la plus peuplée de du Montana, avant d'être dépassée par Buttle, où l'industrie minière se développait.
En 1916, la United Daughters of the Confederacy commanda la construction de la Confederate Memorial Foutain à Hill Park. C'était le seul monument confédéré du nord-ouest américain. Elle fut enlevée le 18 août 2017, après que la commission de la ville considéra que c'était une menace à la sûreté publique, conséquemment au rassemblement suprématiste blanc de Charlottesville, en Virginie.

### Années 1980 - présent
La cathédrale Sainte-Hélène et le Helena Civic Center sont deux bâtiments historiquement symboliques de la localité.
De nombreux habitants de la ville travaillent pour différentes agences du gouvernement. Le centre commercial local est très visité. Il fut complété en 1980 après le renouvellement urbain et le Model Cities Program à la fin des années 1970 déplaça de nombreux monuments historiques en dehors du centre-ville. Durant la décennie suivante, un arrondissement dédié au shopping fut rénové et suivait alors la piste initiale de Last Chance Gulch. Un petit courant artificiel coule le long du centre commercial, afin de représenter les sources qui coulaient jadis dans certaines parties du ravin.
La Archie Bay Foundation, un centre dont les céramiques bénéficient d'une renommée internationale, fut construite en 1952 et est située au nord-ouest de la ville, près de Spring Meadow Lake.
Une catastrophe ferroviaire eut lieu à Helena en 1989.
Avec ses montagnes, la ville est faite pour les activités extérieures, comme la chasse ou la pêche. Elle possède une piste de ski locale, la Great Divide Ski Area, située au nord-ouest, près de la ville fantôme de Marysville. Elle est aussi appréciée par les pratiquants du vélo en montagne. Elle fut définie comme un « bronze level Ride Center » par la International Mountain Bicycling Association le 23 octobre 2013.
La Helena High School et la Capital High School sont deux lycées situés dans le Helena School District no 1.
En 2017, les habitants d'Helena élurent comme maire un réfugié libérian, Wilmot Collins, ce dernier devenant ainsi le premier maire noir de la ville. Cependant, le Independent Record contesta cette affirmation en indiquant qu'à la fin des années 1870 E.T. Jonhson, un barbier noir de Washington D.C., fut élu maire avant que la ville devienne une communauté incorporée.

## Démographie
| Groupe            | Helena | Montana | États-Unis |
| ----------------- | ------ | ------- | ---------- |
| Blancs            | 93,3   | 89,4    | 72,4       |
| Métis             | 2,6    | 2,5     | 2,9        |
| Amérindiens       | 2,3    | 6,3     | 0,9        |
| Asiatiques        | 0,7    | 0,6     | 4,8        |
| Autres            | 0,6    | 0,6     | 6,2        |
| Afro-Américains   | 0,4    | 0,4     | 12,6       |
| Océaniens         | 0,1    | 0,1     | 0,2        |
| Total             | 100    | 100     | 100        |
|                   |        |         |            |
| Latino-Américains | 2,8    | 2,9     | 16,7       |

Selon l’American Community Survey pour la période 2010-2014, 96,91 % de la population âgée de plus de cinq ans déclare parler l'anglais à la maison, 1,51 % déclare parler l'espagnol, 0,43 % l'allemand et 1,15 % une autre langue.

## Éducation

### Enseignement supérieur
- Carroll College, une université catholique d'arts libéraux ouverte en 1909, qui compte 1 500 étudiants.
- Helena College University of Montana, un campus affilié depuis deux ans à l'Université du Montana, enseigne des cours techniques et commerciaux à plus de 1 600 étudiants. Elle ouvrit en 1939.

### Enseignement primaire et secondaire
Liste d'écoles à Helena : 
- Helena High School (1 674 élèves)
- Capital High School (1 416 élèves)
- C R Anderson Middle School (994 élèves)
- Helena Middle School (720 élèves)
- Four Georgians Elementary School (525 élèves)
- Rossiter Elementary School (445 élèves)
- Smith Elementary School (307 élèves)
- Warren Elementary School (267 élèves)
- Jim Darcy Elementary School (255 élèves)
- Bryant Elementary School (253 élèves)
- Broadwater Elementary School (253)
- Kessler Elementary School (211 élèves)
- St. Andrew School (162 élèves)
- Central School (première école publique à Helena)
- Jefferson Elementary School (250 élèves)
- Hawthorne Elementary School (245 élèves)
- East Valley Middle School

## Architecture
La ville est dominée par la vue de la cathédrale Sainte-Hélène (de style néo-gothique), construite au début du XXe siècle.